# Marion (Iowa)
Marion (Iowa) — метеорит-хондрит масою 28000 грам.